# Комаровка (Кузнецкий район)
Комаро́вка — село в Кузнецком районе Пензенской области. Административный центр Комаровского сельсовета.

## География
Село находится в восточной части Пензенской области, на расстоянии примерно 16 км (по прямой) к юго-востоку от города Кузнецк, административного центра района.

### Часовой пояс
Село Комаровка, как и вся Пензенская область, находится в часовой зоне МСК (московское время). Смещение применяемого времени относительно UTC составляет +3:00.

## Население
| 1795 | 1859  | 1877  | 1897  | 1911  | 1926  | 1930 |
| ---- | ----- | ----- | ----- | ----- | ----- | ---- |
| 860  | ↗1147 | ↗1294 | ↗1364 | ↗1633 | ↘1615 | ↘700 |
| 1939 | 1959  | 1979  | 1989  | 1996  | 2002  | 2010 |
| ↘556 | ↗695  | ↗711  | ↗747  | ↗781  | ↘683  | ↗689 |

### Национальный состав
Согласно результатам переписи 2002 года, в национальной структуре населения русские составляли 94 % из 683 чел.

## Известные уроженцы
- Игорев, Лев Степанович (1821—1894) — русский художник-портретист.
- Соломин, Анатолий Васильевич (род. 1952) — советский легкоатлет, специалист по спортивной ходьбе. Мастер спорта СССР международного класса.
- Трофимов, Сергей Петрович (1924—2000) — советский военнослужащий, сержант. Полный кавалер ордена Славы.

## Видео
- Село Комаровка с квадрокоптера (2022)